# Rio de Mel
Rio de Mel ist eine Gemeinde (Freguesia) im portugiesischen Kreis Trancoso. In ihr leben 279 Einwohner (Stand 19. April 2021).